# 疏齿巴豆
疏齿巴豆（学名：Croton limitincola）为大戟科巴豆属下的一个种。

## 扩展阅读
- 維基物種上的相關：疏齿巴豆